# سنينة
سنينة هي ممثلة هندية، ولدت في 17 أبريل 1989 في الهند.

## وصلات خارجية
- سنينة على موقع IMDb (الإنجليزية)
- سنينة على موقع ألو سيني (الفرنسية)
- سنينة على موقع ميوزك برينز (الإنجليزية)
- سنينة على موقع قاعدة بيانات الفيلم (الإنجليزية)
- سنينة على موقع كينوبويسك (الروسية)